# Aeropuerto Carlos Manuel de Céspedes
El Aeropuerto Carlos Manuel de Céspedes (IATA: BYM, OACI: MUBY) es un aeropuerto regional que sirve a la ciudad de Bayamo, capital de la Provincia de Granma de Cuba. Lleva su nombre en honor a Carlos Manuel de Céspedes.

## Aerolíneas y destinos
| Aerolíneas         | Destinos  |
| ------------------ | --------- |
| Cubana de Aviación | La Habana |